# Mazda 929 Coupe
O Mazda 929 Coupe é um carro fabricado pela Mazda exclusivamente para a Austrália. Estava disponível em 2 portas.